# Патријарх антиохијски Јован X
Патријарх Јован X (1. јануар 1955) је патријарх Антиохијске православне цркве; од 17. децембра 2012. године. Његова титула је: патријарх Антиохије, Сирије, Арабије, Киликје, Иберије, Месопотамије и читавог истока. Аутор је бројних књига и чланака о теологији и Светој литургији.

## Биографија
Рођен је 1955. године у Латакији, (Сирија). Завршио је Теолошки институт Светог Јована Дамаскина у Баламанду, а докторске студије на Универзитету у Солуну. Рукоположен је 1979. године, предавао је литургику на Теолошком институту Светог Јована Дамаскина, а у два мандата обављао је и дужност декана Теолошког института Универзитета у Баламанду.
Свети синод Антиохијске патријаршије именовао га је 1995. године за епископа, а 17. јуна 2008. изабран је за митрополита Западне и Централне Европе. За поглавара Антиохијске патријаршије изабран је у децембру 2012. године. Његово седиште је у граду Дамаску.
У октобру 2018. био је у вишедневној посети Српској православној цркви, том приликом му је уручен Орден Светог Саве првог реда, а на крају посете издато је заједничко саопштење Српске и Антиохијске православне цркве.